# Myrmeleon cephalicus
Myrmeleon cephalicus är en insektsart som beskrevs av Luisa Eugenia Navas 1911. Myrmeleon cephalicus ingår i släktet Myrmeleon och familjen myrlejonsländor. Inga underarter finns listade i Catalogue of Life.